# Club Atlético River Plate 1990-1991
Questa voce raccoglie le informazioni riguardanti il Club Atlético River Plate nelle competizioni ufficiali della stagione 1990-1991.

## Stagione
La stagione 1990-1991 inaugura in Argentina il sistema del Campionato di Apertura e Clausura, basato su due tornei separati giocati in un solo girone (prima andata e poi ritorno). L'Apertura 1990 vide il River giungere secondo in classifica, due punti dietro i campioni del Newell's Old Boys, mentre nel Clausura 1991 la squadra si posiziona 10ª, non riuscendo pertanto a qualificarsi alla Liguilla Pre-Libertadors. In Coppa Libertadores 1990 il River progredisce sino alla semifinale contro il Barcelona, compagine ecuadoriana che ebbe la meglio ai tiri di rigore.

## Maglie e sponsor
Lo sponsor tecnico per la stagione 1990-1991 è Adidas, mentre lo sponsor ufficiale è Peugeot.
| Casa | Trasferta |

## Rosa
| N. |                      | Ruolo | Calciatore          |
| -- | -------------------- | ----- | ------------------- |
|    | Argentina (bandiera) | P     | Ángel Comizzo       |
|    | Argentina (bandiera) | P     | José Miguel         |
|    | Argentina (bandiera) | P     | Oscar Passet        |
|    | Argentina (bandiera) | D     | Fabián Basualdo     |
|    | Argentina (bandiera) | D     | José Borrelli       |
|    | Argentina (bandiera) | D     | Diego Cocca         |
|    | Uruguay (bandiera)   | D     | Alfonso Domínguez   |
|    | Argentina (bandiera) | D     | Carlos Enrique      |
|    | Argentina (bandiera) | D     | Jorge Gordillo      |
|    | Argentina (bandiera) | D     | Jorge Higuaín       |
|    | Argentina (bandiera) | D     | Pablo Lavallén      |
|    | Argentina (bandiera) | D     | Juan Amador Sánchez |
|    | Argentina (bandiera) | D     | José Serrizuela     |

| N. |                      | Ruolo | Calciatore            |
| -- | -------------------- | ----- | --------------------- |
|    | Argentina (bandiera) | D     | Jorge Theiler         |
|    | Argentina (bandiera) | C     | Sergio Berti          |
|    | Bolivia (bandiera)   | C     | Ramiro Castillo       |
|    | Argentina (bandiera) | C     | Javier Claut          |
|    | Argentina (bandiera) | C     | Hernán Díaz           |
|    | Argentina (bandiera) | C     | Juan José Rossi       |
|    | Argentina (bandiera) | C     | Jorge Gabriel Vázquez |
|    | Argentina (bandiera) | C     | Gustavo Zapata        |
|    | Argentina (bandiera) | A     | Ariel Beltramo        |
|    | Uruguay (bandiera)   | A     | Rubén Da Silva        |
|    | Argentina (bandiera) | A     | Ramón Medina Bello    |
|    | Argentina (bandiera) | A     | Walter Silvani        |

## Statistiche

### Statistiche di squadra
| Competizione          | Punti | Totale | Totale | Totale | Totale | Totale | Totale | DR  |
| Competizione          | Punti | G      | V      | N      | P      | Gf     | Gs     | DR  |
| --------------------- | ----- | ------ | ------ | ------ | ------ | ------ | ------ | --- |
| Campionato - Apertura | 26    | 19     | 11     | 4      | 4      | 29     | 13     | +16 |
| Campionato - Clausura | 19    | 19     | 4      | 11     | 4      | 19     | 19     | 0   |
| Libertadores          | -     | 8      | 4      | 2      | 2      | 8      | 5      | +3  |
| Totale                | -     |        |        |        |        |        |        | -   |